# Vasili Djugashvili
Vasily Iosifovich Djugashvili  (em georgiano: ვასილი იოსების ჯუღაშვილი; em russo: Василий Иосифович Джугашвили), conhecido também como Vasily Stalin (em georgiano: ვასილი იოსების სტალინი, em russo: Василий Иосифович Сталин; 21 de Março de 1921 – 19 de Março de 1962), foi filho do líder da União Soviética, Josef Stalin, e de sua segunda esposa, Nadejda Alliluyeva.
Serviu como militar da Força Aérea Soviética durante a Segunda Guerra Mundial.
Vasily Stalin era também diretor da equipe nacional de hóquei no gelo. Em 1950, a maioria da equipe morre numa queda de avião, em uma tempestade de neve quando se aproximava do aeroporto de Sverdlovsk. O acidente é acobertado por Vasily, temendo a reação de seu pai. O mais jovem filho de Stalin imediatamente recruta uma nova equipe, e seu pai, aparentemente, nunca soube do acontecido.
Após a morte de seu pai, um longo período de problemas começa para Vasily. Ele é preso em 28 de Abril de 1953, supostamente por revelar informações ultra-secretas durante um jantar com diplomatas estrangeiros.
É acusado de difamação aos líderes soviéticos, propaganda anti-soviética e negligência criminosa. A investigação judicial é realizada por um dos promotores mais brutais da URSS, Lev Vladzimirskii.
Durante a investigação, ele confessa a culpa de todas as acusações, mesmo as mais fantásticas. Pouco tempo depois, em Dezembro de 1953, o promotor e seu chefe Lavrenty Beria são executados como resultado de uma luta de poder entre os sucessores de Stalin.
Vasily Stalin pede clemência aos novos líderes soviéticos, Nikita Khrushchev e Georgy Malenkov, mas era considerado uma pessoa perigosa, é julgado à portas fechadas e sem permissão de representação legal.
É condenado a oito anos de prisão e período de trabalho disciplinar. É preso na penitenciária especial de Vladimir sob o nome "Vasily Pavlovich Vasilyev" e liberto em 11 de Janeiro de 1960.
O Comitê Central do Partido Comunista da União Soviética decide dar-lhe uma pensão de 300 Rublos, um apartamento em Moscou e um período de três meses de férias de tratamento em Kislovodsk. Ele também recebe a permissão de usar seu uniforme de General e todas  suas medalhas militares.
Vasily Stalin morre em 19 de Março de 1962, devido ao alcoolismo crônico.
Vasily é parcialmente reabilitado em 1999, quando o Colégio Militar do Supremo Tribunal Federal retira as acusações de propaganda anti-soviética datadas de 1953. Seu corpo é transladado e sepultado em um cemitério de Moscou em 2002.